# Le Perron
Le Perron ist eine französische Gemeinde mit 193 Einwohnern (Stand 1. Januar 2022) im Département Manche in der Region Normandie. Sie gehört zum Kanton Condé-sur-Vire und zum Arrondissement Saint-Lô. Sie grenzt im Norden an Biéville, im Osten an Val de Drôme sowie im Süden und Westen an Saint-Amand-Villages. 

## Bevölkerungsentwicklung

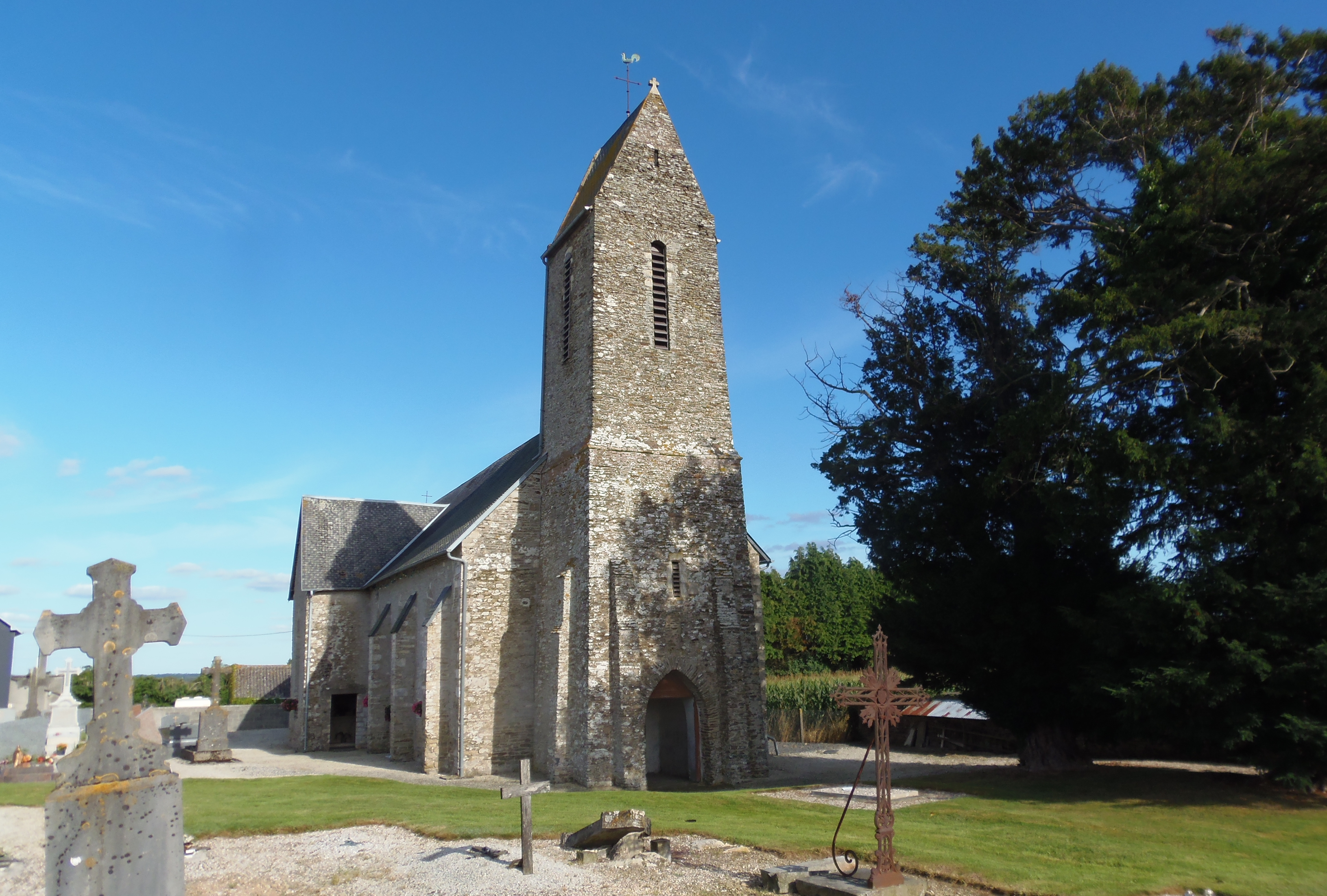
Kirche der Heimsuchung in Le Perron

| Jahr      | 1962 | 1968 | 1975 | 1982 | 1990 | 1999 | 2008 | 2018 |
| --------- | ---- | ---- | ---- | ---- | ---- | ---- | ---- | ---- |
| Einwohner | 148  | 127  | 142  | 155  | 160  | 143  | 175  | 203  |